# Елеонор Сана
Елеонор Сана (фр. Eléonor Sana; народилася 1 липня 1997) — бельгійська гірськолижниця з вадами зору. Сана завоювала бронзову медаль у швидкісному спуску на Паралімпійських зимових іграх 2018, це її перша Паралімпійська медаль і перші Паралімпійські змагання. Спортсменом-лідером Сани була її сестра Хлоя Сана.
Сана була прапороносцем збірної Бельгії під час церемонії відкриття. 